# Macroteleia virginiensis
Macroteleia virginiensis är en stekelart som beskrevs av William Harris Ashmead 1893. Macroteleia virginiensis ingår i släktet Macroteleia och familjen Scelionidae. Inga underarter finns listade i Catalogue of Life.